# AS Roma (Superleague Formula)
AS Roma is een Italiaans racingteam dat deelneemt aan de Superleague Formula. Het team is gebaseerd op de voetbalclub AS Roma dat deelneemt aan de Serie A.

## 2008
In 2008 was de Italiaan Enrico Toccacelo de coureur voor de eerste drie races van het seizoen. Op Donington Park behaalde hij een tweede positie en op de Nürburgring een pole position. De laatste drie races reed de Fransman Franck Perera voor AS Roma. Op Autódromo do Estoril haalde hij een pole position en een derde plaats en op Vallelunga sleepte hij een tweede plaats in de wacht. Uiteindelijk werden zij samen vijfde in het kampioenschap. Constructeur voor 2008 was Fisichella Motor Sport International.

## 2009
Voor het seizoen 2009 maakte de Brit Jonathan Kennard een verrassende overstap naar de Superleague Formula. Na drie races werd zijn zitje overgenomen door Franck Perera, die na een weekend zijn landgenoot Julien Jousse in de auto moest laten stappen. Hij behaalde de beste positie van het team van het jaar, een derde plaats op Monza. Het als dertiende gefinisthe team had twee constructeurs dit jaar, Azerti Motorsport runde het team voor de eerste helft van het seizoen en Alan Docking Racing voor de laatste drie races.

## 2010
Julien Jousse blijft in 2010 coureur voor het team, dat nu wordt gerund door DeVillota.com.
Actief in 2011: RSC Anderlecht · Atlético Madrid · Team Australië · Team Brazilië · Team China · Team Engeland · Galatasaray SK · Girondins de Bordeaux · Team Japan · Team Luxemburg · Team Nederland · Team Nieuw-Zeeland · PSV Eindhoven · Team Rusland · Sparta Praag · Team Zuid-Korea
Niet actief: Al Ain FC · FC Basel · Beijing Guoan · Borussia Dortmund · SC Corinthians Paulista · Clube de Regatas do Flamengo · Liverpool FC · FC Midtjylland · AC Milan · Olympiakos Piraeus · Olympique Lyonnais · FC Porto · Glasgow Rangers · AS Roma · Sevilla FC · Sporting Clube de Portugal · Tottenham Hotspur FC